# マデス群島
マデス群島（カタルーニャ語: Illes Medes, スペイン語: Islas Medas）は、地中海北西部に浮かぶ7つの岩がちな小島からなる群島。スペイン・カタルーニャ州ジローナ県バッジ・アンポルダーに属する。イベリア半島本土に程近く、ラスタルティットの沖合に位置している。

## 島
- メダ・グラン島 : マデス群島最大の島であり、面積は1.8 km2。群島内である程度の面積を有する唯一の島である。1866年に建設されたメダ・グラン灯台があり、1932年に自動点灯装置が導入されるまで灯台守が常駐していた。現在は灯台以外の建物はなく、灯台には太陽電池式の自動点灯装置が設置されている。北岸は断崖絶壁である。
- メダ・シカ島 : 面積は0.24km2である。メダ・グラン島の南側にあり、マデス群島で2番目に大きな島である。
- カライ・ベルナト島（カバイ・ベルナト島） : メダ・シカ島のさらに南側にある。
- タスコンス・グルッソス島
- マダリョット島
- タスコンス・パティッツ島
- ファラネーリャス島

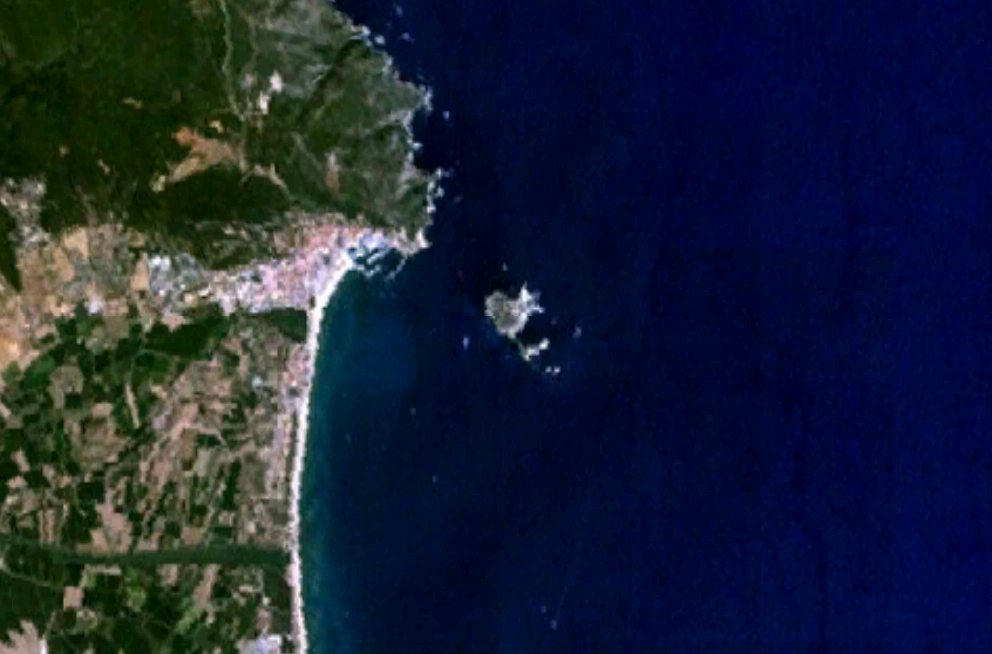
イベリア半島本土のアスタルティットの町とマデス群島
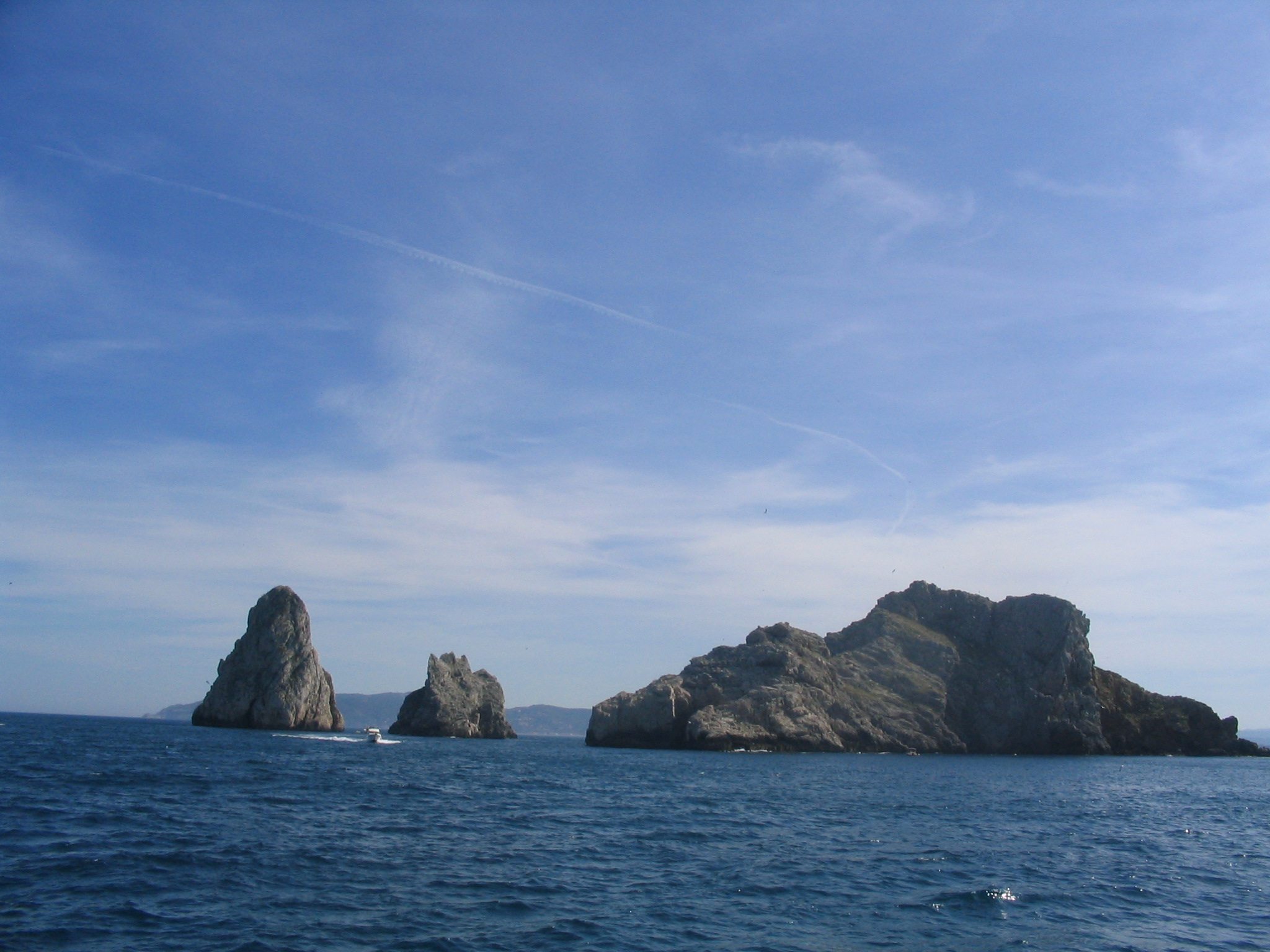
カライ・ベルナト島、タスコンス・グルッソス島、メダ・ペティタ島
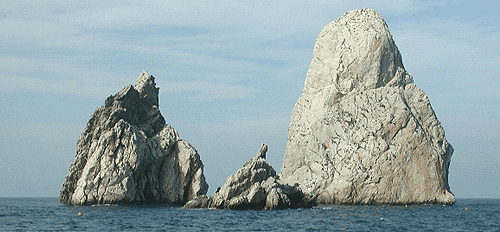
タスコンス・グルッソス島、タスコンス・パティッツ島、カライ・ベルナト島

## 歴史
15世紀にはイェルサレム聖墳墓馬術修道会がメダ・グラン島に要塞を建設した。彼らは結局島を離れ、16世紀には海賊が要塞を攻撃して損害を与えた。18世紀にはこの要塞が監獄となり、19世紀初頭のナポレオン戦争時には再び要塞化された。
1811年8月29日、エロレス領主ジョアキン・イバニェス・クエバス・イ・デ・バロンガ将軍はルイス・ロバート・デ・レイシーの命によって、イギリス海軍5等フリゲート艦であるHMSカンブリアンを援護した。イギリス軍のグリーン大佐がマデス群島に上陸してフランス軍兵士を捕え、フランス軍によって築かれていた要塞を破壊し、要塞の放棄を命じた。数週間後の9月11日にはレイシーがマデス群島に上陸すると、レイシーは駐屯地を再建して要塞を再要塞化し、象徴的に島々の名前を変更した。1890年には最後の部隊が駐屯地を離れた。

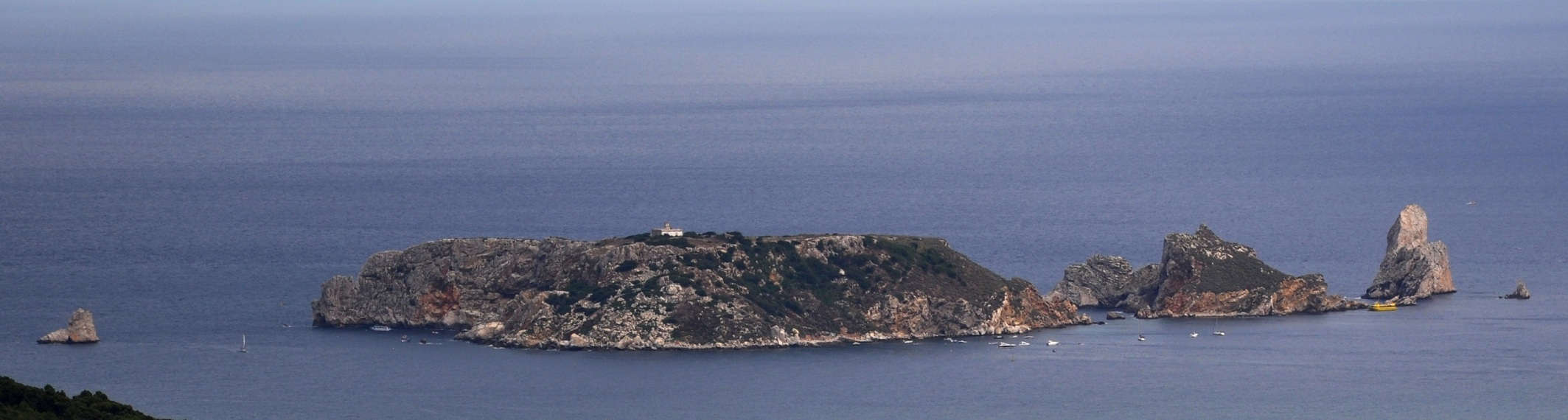
イベリア半島本土のモングリ山塊から見たマデス群島

## 自然
1983年にはカタルーニャ州政府によってマデス群島が保護地域に指定された。マデス群島は地中海西部で重要な海洋保護区である。
イベリア半島の地中海岸では産業汚染やマスツーリズムが自然に悪影響を及ぼしている。その一方で群島から離れた場所の海中は、大規模な海性草地があり、ハタ類の繁殖地である海中洞窟があるなど、依然として豊かな海洋生物の多様性を持っている。